# 井上拓
井上拓（日语：／ Inoue Taku，1983年8月18日—）是日本作曲家、编曲家、作词家和唱片騎師。出生于北海道。

## 职业
毕业于北海道札幌开成高等学校、东京外国语大学葡萄牙語系，筑波大学大学院圖書資訊媒體研究所博士一期课程结业。
作为万代南梦宫工作室的遊戲音樂设计师和作曲家，曾为《铁拳系列》、《山脊赛车系列》、《偶像大师系列》创作音乐，2018年6月底离开万代南梦宫，成为自由职业者。
2019年7月，他与TOY'S FACTORY签订艺人合约。从2021年6月起，今後的歌曲将从公司的旗下品牌「VIA」发布同年7月，他开始自己的第一個个人项目「TAKU INOUE Project」，发布歌曲〈3時12分〉，由星街彗星担任主唱，并于12月22日发行了包含該歌曲的的第一张CD〈ALIENS EP〉。2022年4月起，與星街彗星以組合Midnight Grand Orchestra開始活動，擔任樂團製作人。
除此之外，他還從事其他活動，例如以“applebonker”的名义为UNICORN和玉置成實提供混音，为DAOKO提供音乐，在俱乐部活动和现场表演中担任DJ。

## 提供音乐的主要作品

### 游戏
- 《伸縮小子》 (BGM)

- 《吃豆人冠军版 DX》（BGM）

- 《健身派对》（音效设计师）

- “偶像大师系列”
  - 插曲《Honey Heartbeat》（作词）
  - 插曲《99 Nights》（作词、作曲、编曲）
  - 插曲《Good-Byes》（作词、作曲、编曲）
  - 插曲《Pon De Beach》（作词、作曲、编曲）
  - 电台主题曲《So tonight with you》（作词、作曲、编曲）
  - 插曲《Miracle Night》（作词、作曲、编曲）
  - 插曲《Light Year Song》（作词、作曲、编曲）
  - 插曲《我們正在旅途中》（作词、作曲、编曲）

- “Ridge Racer 3D”（BGM）

- 《铁拳 Tag Tournament 2》（BGM）

- 『去度假』（BGM）

- “Ridge Racer（PlayStation Vita）”（BGM）

- “塊魂Vita”（BGM）
  - OP主题曲「Katabu on the Stage」（作词、作曲、编曲）
  - ED主题曲「Across the Katamari」（作词、作曲、编曲）
  - BGM“你好世界”（歌词）
  - 插入歌曲「Kakatatamamariri 2」（作词、作曲、编曲）

- 《偶像大师 灰姑娘女孩》（包括《偶像大師 灰姑娘女孩 星光舞台》）
  - “苹果派公主”（歌词）
  - 《Romantic Now》（作词、作曲、编曲）
  - 《Hotel Moonside》（作词、作曲、编曲）
  - 《Radio Happy》（作词、作曲、编曲）
  - 《再见仙女座》（作词、作曲、编曲）
  - 《Crazy Crazy》（作词、作曲、编曲）
  - 《秘密的Toilette -Midnight Lab Remix-》（混音）
  - 《愉快Party Night -Dance!!!!!!!!!!!!!!! Remix-》（混音）
  - 《Mirrorball Love》（作词、作曲、编曲）
  - 《Go Just Go!》（編曲）
  - 《搜搜》（作词、作曲、编曲、吉他及曼陀林演奏）
- 《铁拳革命》（BGM）
- 《太鼓达人》
  - 插入歌曲《凤凰》（歌词）
  - 插入歌曲“Tenbinza Express Go Yoru”（作词、作曲、编曲、演奏、演唱）
  - 插曲《爱南泽》（作词、作曲、编曲、演奏、演唱）
- 《噬神者2》BGM (Remix)
- “任天堂任天堂明星大乱斗 3DS / Wii U 版”（BGM）

- “同步”
  - 声音导演
  - 背景音乐
  - 插曲《Synchronicity》（作曲、编曲）
  - 插曲《离黎明还有3秒》（作曲、编曲）
  - 插曲《樱花的秘密》（编曲）
  - 插曲「大家的歌」（作词、作曲、编曲）
  - 插入歌曲“Syncronica Airline”（作词、作曲、编曲）

- 《铁拳7》
  - 背景音乐
  - ED主题曲《The Long Goodbye》（作词、作曲、编曲）

- 《夏日课堂》
  - 音乐总监
  - 背景音乐

- 《地图加+女友》
  - 形象歌《我可以用这双腿走到任何地方》（作词、作曲、编曲）

- 《學園少女突襲者》
  - 插曲《卫星爱》（作词、作曲、编曲）

- “狂熱節拍IIDX”
  - 插曲《Forgetting Machine》（作曲、编曲）

- 《Dragalia Lost ～失落的龍絆～》
  - 插曲《Polaris》（作词、作曲、编曲）
  - 插曲《雨中歌》（作词、作曲、编曲）
  - 插曲《Across The World》（作词、作曲、编曲）
  - 插曲「Fire Emblem Main Theme (Ver.Heroes)」（共同编曲）
  - 插入曲目「Hisensepaisen」（共同编曲）
  - 插曲《周年纪念》（共同作曲、编曲）

- 《Irodori Midori》
  - 插曲《Lightspeed Days》（作词、作曲、编曲）

- 《超異域公主連結☆Re:Dive》
  - 插曲《We Are Golden》（作词、作曲、编曲）

- 《狂热节拍IIDX》
  - 插曲《后院的星星》（作曲/编曲）

### 动画
- “凯欧！楚学”
  - 主题曲「某种意义上的毕业」（作曲/编曲）

- “風雲維新大將軍”
  - BGM（编曲）

- 『巴哈姆特之怒 VIRGIN SOUL 』
  - ED主题曲「Dear Sir Goodbye Goodbye」（作曲/编曲）

- “後街女孩”
  - ED 主题曲「Hoshi no Katachi」（作词）

- “暗黑企業的迷宮”
  - BGM

### 艺术家
- 独角兽“URMX”
  - “Bossa Nova Dad applebonker Remix”（混音，以 applebonker 名義）

- 玉置成實「 TAMAKI NAMI REPRODUCT BEST」
  - “Prayer -Brilhando Mix-×applebonker”（remix，以 applebonker 名義）

- DAOKO
  - 「Lucua Osaka」2017 年冬季特价广告曲（作曲、编曲）
  - 《Sunny Boy Rainy Girl》（编曲）
  - “Oide Oide”（编曲）
  - “24h（ feat.Kamiyamayo）”（编曲）

- 沼倉愛美“我”
  - 《这个吻》（作词、作曲、编曲）

- May'n『石墨/金刚石』
  - 《泪海之东》（作词）

- Eve
  - 《心予報》（与Numa合编）
  - 《 迴迴奇譚》（节拍编程）

- STU48
  - 《我们的春夏秋冬》（与青叶弘树（A-NOTE）合编编曲，艺名T.INOUE）

- 月之美兔
  - 《Anti Gravity Girl》（井上卓作曲编曲）
  - 「Let's go！班长」（主唱、井上拓名）
  - 「Arifureta Everyday Song」（主唱、井上拓）

- 絆愛“回复”
  - 《再见》（作曲、编曲）

- Ano
  - “删除”（作曲/编曲）
  - “Peek a boo”（编曲）
  - “SWEETSIDE SUICIDE”（编曲）

- 星街彗星
  - 《Stellar Stellar》（作曲、编曲）

### 电影
- 『DINER：噬食者』
  - 主题曲：《千脚万来》（共同作曲）

### 其他
- 网络广告「FILA 2011 秋冬系列」
  - BGM（以applebonker名义作曲编曲）

- 网络广告「FILA 2012 春夏系列」
  - BGM（以applebonker名义作曲编曲）

- 网络广告「WALLOP 广播电台」
  - BGM（以applebonker名义作曲编曲）
- “XEVIOUS 30 周年纪念”
  - “FARDRAUT（Hiroshi Okubo Remix）”（歌词）
  - “CRAZY ABOUT ZOSHI (Hiroyuki Kawada Remix)”（作词和演唱）
  - “PHOENIX (Yoshinori Hirai Remix)”（作词/演唱）
  - “SHEONITE（Taku Inoue Remix）”（混音）
- DECO*27
  - サラマンダー (TAKU INOUE 3-Minutes Remix)（混音）

- 『纳米扫16』
  - 《Light My Fire》（作曲/编曲）

- 适用于 iOS 的应用程序“Otenkisan-chan”
  - 声音设计师
  - 背景音乐

- 『RIDGE RACER 20周年混音版』
  - "PLANET (RR 20th Anniv. Mix)"(Remix)

- 『The Remixes Collection THE IDOLM@STER TO D@NCE TO』
  - “Mythmaker -Taku Inoue Remix-”（混音）
  - “Blue Bird -Taku Inoue Remix-”（混音）

- 『纳米扫18』
  - 《没错》（作曲/编曲）

- 『纳米扫21』
  - 《晚安》（作曲/编曲）

- “IDOLM@STER M@STERS OF IDOL WORLD！ ！ 2015 M@STERPIECE & 10 周年混音”
  - “偶像大师十周年合辑”（DJ MIX）

- 《熏汇编》
  - 《我需要你的爱》（作曲/编曲）

- “废弃的土地”
  - 《我们的夜晚》（作曲/编曲）

- “风华城”
  - “Bup Bup Love”（作曲/编曲）

- “THE IDOLM@STER CINDERELLA GIRLS 5th LIVE TOUR Serendipity Parade！ ！ ！ SSA 原创 CD THE IDOLM@STER CINDERELLA GIRLS TO D@NCE TO』
  - “Himitsu no Toilet -Midnight Lab Remix-”（混音）

- “偶像大师灰姑娘女孩酒店 MOONSIDE”
  - 《月光酒店 (加长版)》(作词/作曲/编曲)

- “合胜！ ANION “NOT ODAYAKA” Remix”
  - “START DASH SENSATION [Taku Inoue Remix]”（混音）
- 『THE IDOLM@STER CINDERELLA GIRLS 10th ANNIVERSARY M@GICAL WONDERLAND! ！ ！原创 CD THE IDOLM@STER CINDERELLA GIRLS TO D@NCE TO TOO！ 』
  - “郁金香 -TAKU INOUE Remix-”（混音）

## 脚注
1. ↑  . 音楽ナタリー. 2019-07-23  [2019-07-27]. （原始内容存档于2022-11-16）.
2. ↑  .   [2022-11-16]. （原始内容存档于2022-11-16）.
3. ↑  .   [2022-11-16]. （原始内容存档于2022-09-28）.